# Force de stabilisation

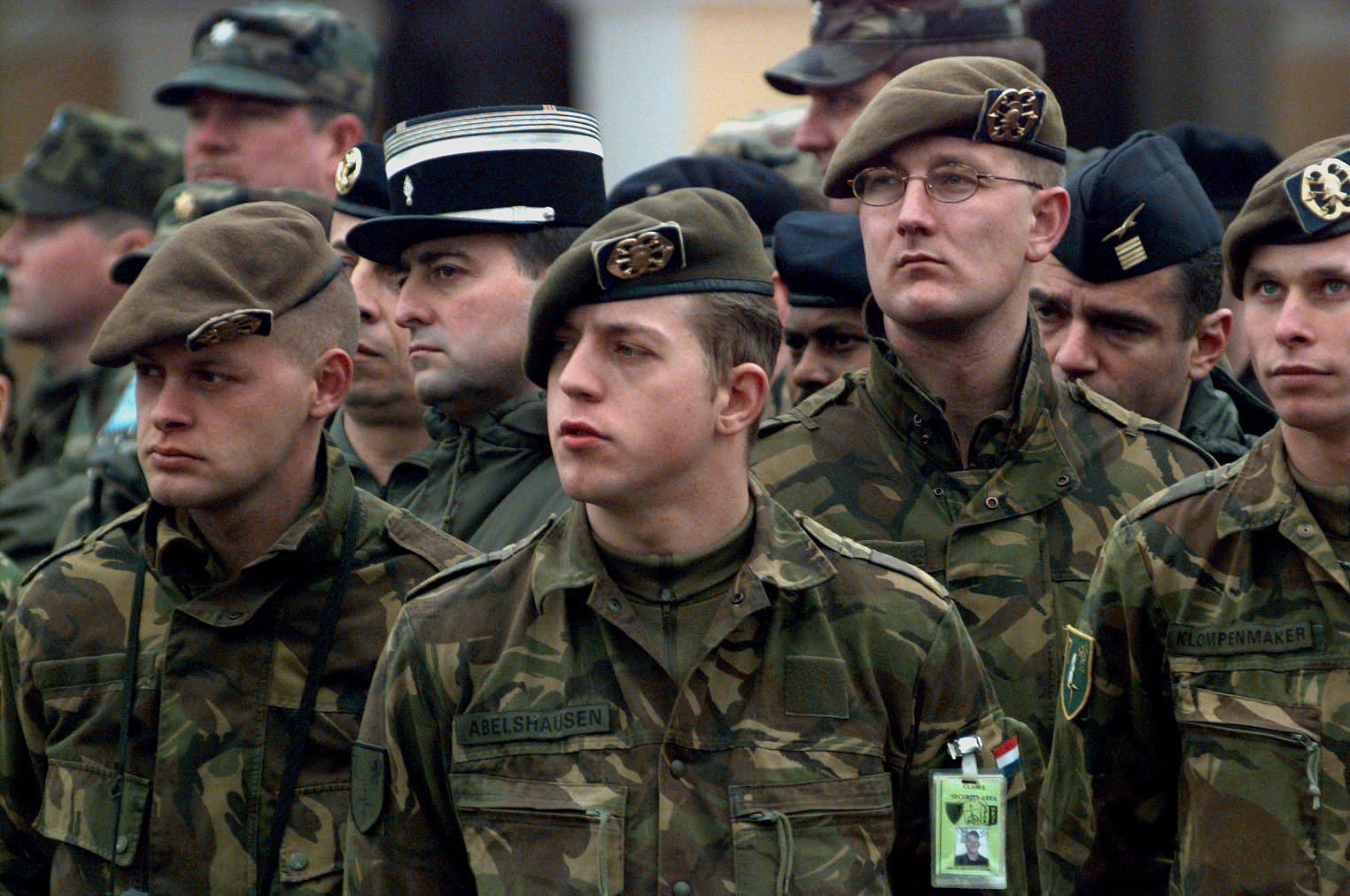
Militaires de plusieurs nations participant à la SFOR en 1996

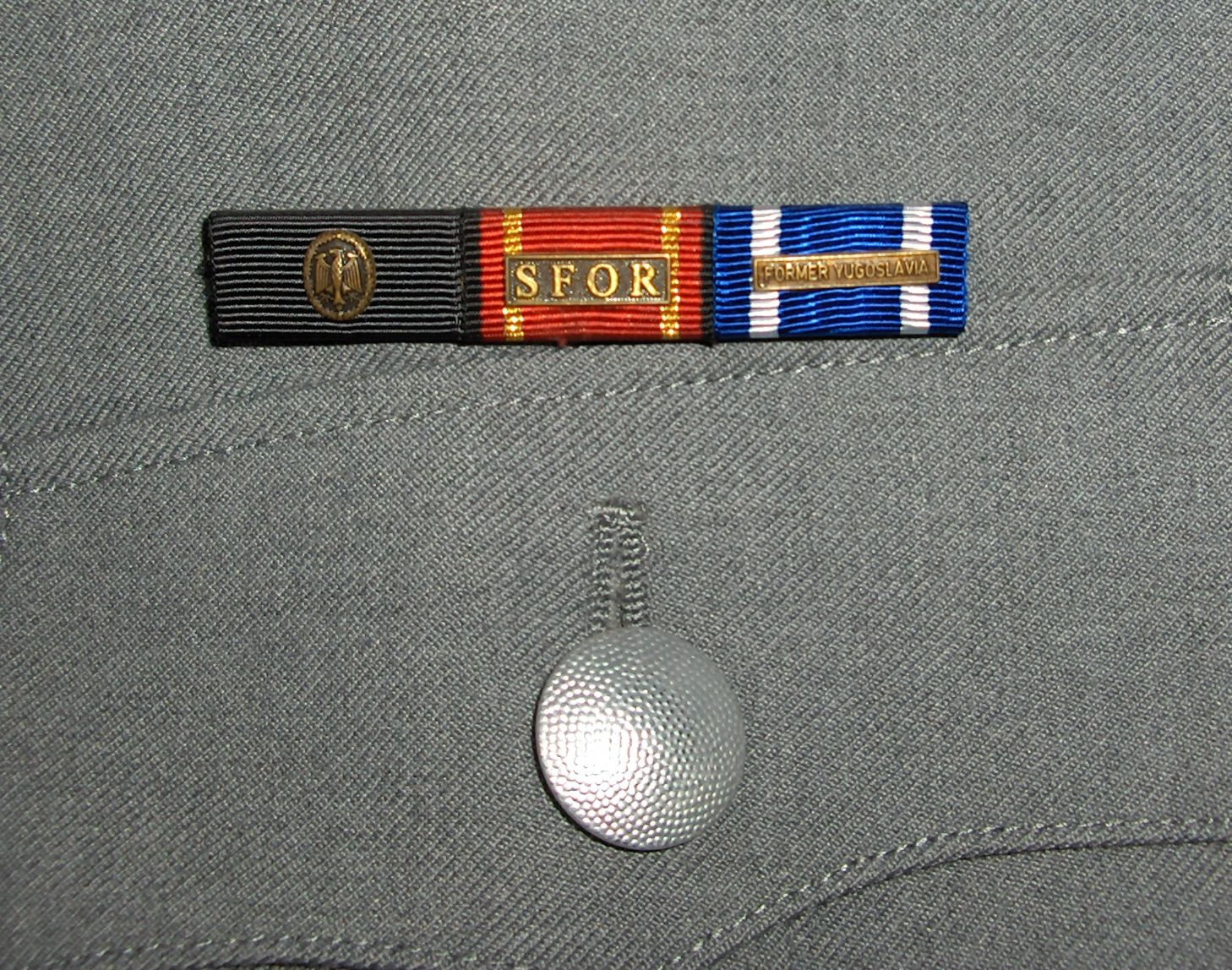
Médaille de la SFOR sur un uniforme allemand

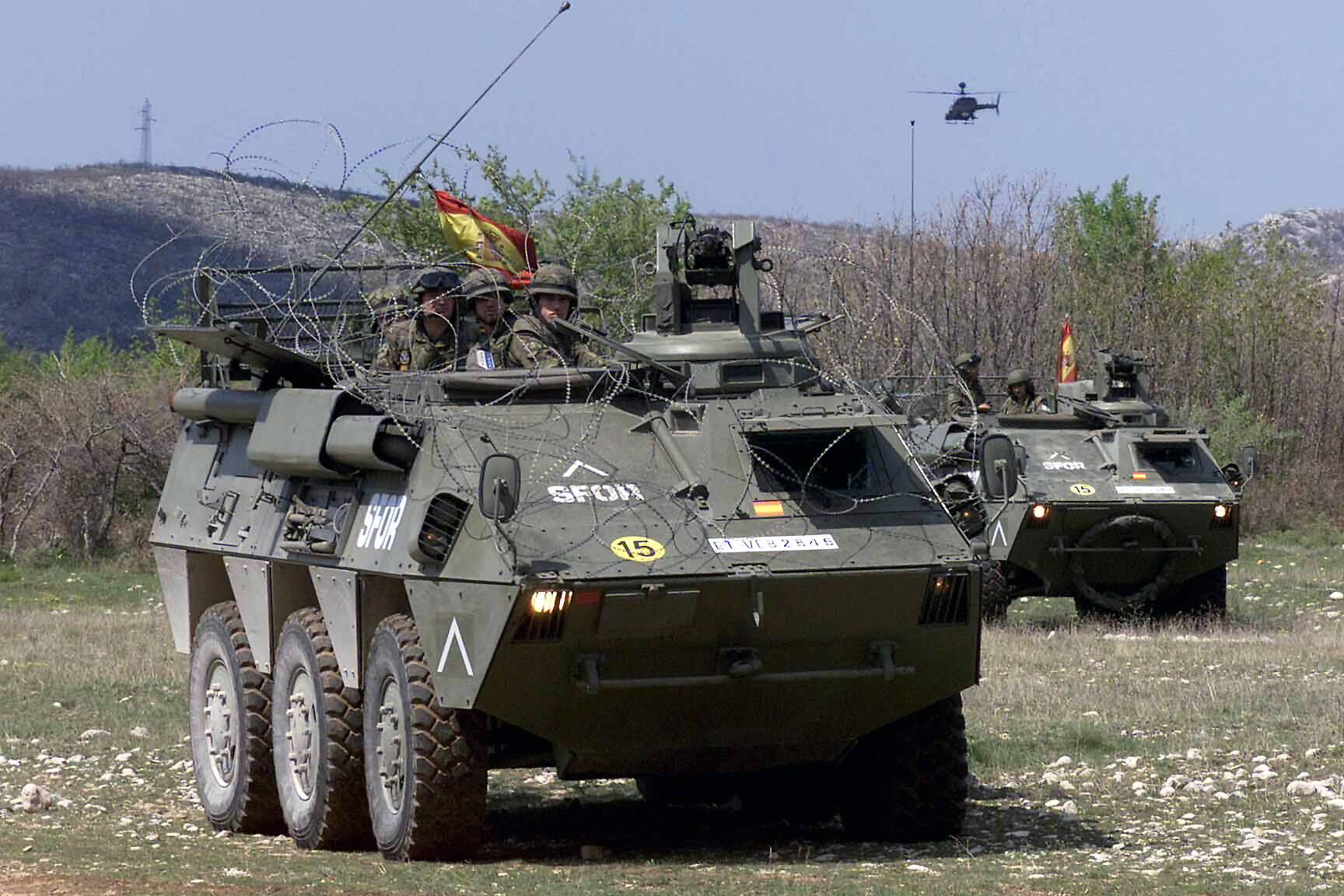
BMR-600 de l'armée espagnole sous les couleurs de la SFOR.

La Force de stabilisation (en anglais Stabilization Force, SFOR) était une force militaire multinationale dirigée par l'OTAN en Bosnie-Herzégovine, dont l'objectif était d'appliquer les accords de Dayton.

## Historique
La SFOR a été autorisé par le conseil de sécurité du Conseil de sécurité des Nations unies par la résolution 1088 le 12 décembre 1996.
La SFOR a pris le relais de l'IFOR le 21 décembre 1996, en opérant sous les noms de code :
- Operation Joint Guard (21 décembre 1996 – 19 juin 1998) : opération de restauration de la paix, pour éviter la reprise du conflit ;
- Operation Joint Forge (20 juin 1998 – 2 décembre 2004) : opération de maintien de la paix, de surveillance, de désarmement et de protection des autorités civiles, mises en place par l'ONU en collaboration avec les chefs de gouvernements de la nouvelle fédération autonome croato-musulmane et de la république autonome bosno-serbe.

Ses troupes ont été fournies par les membres de l'OTAN suivants :
| - Albanie - Allemagne - Belgique - Canada - Danemark | - Espagne - États-Unis - France - Grèce - Hongrie | - Islande - Italie - Luxembourg - Norvège - Pays-Bas | - Pologne - Portugal - République tchèque - Royaume-Uni - Turquie |

D'autres pays non membres de l'OTAN ont également participé :
| - Australie - Autriche - Argentine - Bulgarie | - Estonie - Finlande - Irlande - Lettonie - Lituanie | - Maroc - Nouvelle-Zélande - Roumanie - Russie - Slovaquie | - Slovénie - Suède - Ukraine |

La SFOR était divisée en un quartier général et trois zones opérationnelles où était déployée sur chacune une division multi-nationale (MND) dotée d'un commandement autonome, mais placées sous l'autorité d'un général unique commandant l'opération sur l'ensemble de la Bosnie-Herzégovine :
- la zone MNT-N au Nord-Est autour de Tuzla, à population de forte minorité bosno-serbe, en conflit contre la population d'origine bosno-musulmane et la minorité d'origine bosno-croate : la zone fut placée sous la surveillance d'une division multi-nationale placée sous commandement américain, formée de troupes principalement américaines mais aussi polonaises, russes et suédoises ;
- la zone MNT-SW à l'Ouest autour de Banja Luka à population de forte minorité bosno-serbes, mais en conflit contre la population d'origine bosno-musulmane au centre et au Nord de la zone et bosno-croates alliées aux bosno-musulmans au Sud-Ouest : la zone fut placée sous la surveillance d'une division multi-nationale de l'OTAN placée sous commandement alternativement britannique et néerlandais, formée de troupes principalement britanniques mais aussi néerlandaises et canadiennes ;
- la zone MNT-SE au Sud-Est autour de Mostar, à population à forte minorité d'origine bosno-croate, en conflit contre la population d'origine bosno-musulmane et les minorités d'origines bosno-serbe et bosno-monténégrine à l'Est : la zone fut placée sous la surveillance d'une division multi-nationale de l'OTAN placée sous commandement français, formée de troupes principalement françaises mais aussi italiennes et espagnoles.

La capitale de Bosnie-Herzégovine, Sarajevo, était incluse dans la zone opérationnelle Sud-Est (non loin de la zone Nord), mais partagée entre la fédération autonome croato-musulmane à l'Ouest et la république autonome serbe à l'Est. Elle fut placée sous administration civile de l'ONU, et comptait des troupes des trois détachements opérationnels de l'OTAN pour sa surveillance militaire et le quartier général de la SFOR.
Les trois unités opérationnelles comptaient collectivement jusqu'à 12 000 hommes à la fin de 2002, date à laquelle les effectifs furent réduits en trois brigates multi-nationales (MNB) regroupée en une division division multinationale unique ne comptant que 7 000 hommes à la fin de 2004.
Les commandants successifs de la SFOR, qui ont chacun servi pour des missions d'au maximum un an, étaient le général William Crouch (en), le général Eric Shinseki, le général Montgomery Meigs (en), le lieutenant-général Ronald Adams, le lieutenant-général Michael Dodson, le lieutenant-général John Sylvester (en), le lieutenant-général William E. Ward (en) et le major-général Virgil Packett,.
Durant le sommet de l'OTAN en 2004 à Istanbul, la fin de la mission de la SFOR fut décidée, mettant également fin à la supervision des opérations de maintien de la paix par le commandement militaire unifié de l'OTAN[réf. nécessaire].
Elle a été remplacée par l'Eufor Althea appartenant à l'Union européenne le 2 décembre 2004. Toutefois, un petit nombre de troupes américaines (environ 250 hommes en tout) continuent alors leur engagement dans une capacité limitée pour la poursuite et l'arrestation des bosno-serbes Radovan Karadžić  et Ratko Mladić mis en cause pour crimes de guerre et recherchés par le Tribunal pénal international arrêtés respectivement en 2008 et 2011 en Serbie.